# ラリ
ラリ（グルジア語: ლარი, lari）は、南コーカサスの国家ジョージアの通貨単位である。国際通貨コード (ISO 4217) はGEL。ソ連時代のルーブルに代わり、エドゥアルド・シェワルナゼ政権の下で1995年9月に導入された。旧ソ連諸国の通貨の中で、導入以来インフレーションを経験せず、比較的安定している通貨でもある。補助通貨はテトリ (თეთრი, tetri) で、1ラリは100テトリである。1ラリ＝46.10円(2022年7月4日現在)

## 符号
2014年にジョージア国立銀行は新しくラリ記号「₾」を制定した。この記号は公募によって決められ、グルジア文字でラリの頭文字にあたる「ლ」（U+10DA, /l/ の音を表す）にもとづいている。

## 硬貨
5,10,20,50テトリおよび、1,2ラリが流通している。
材質は、50テトリ以下がステンレス、1ラリが白銅、2ラリが外周白銅・内側が銅-アルミニウム-ニッケルの合金によるバイメタル貨である。
かつて発行されていた1テトリと2テトリの硬貨（材質はいずれもステンレス）は、貨幣価値が低すぎるため、2021年1月1日限りで流通停止、2022年1月1日限りで中央銀行による交換も停止され失効した。現在では現金支払いの場合、テトリ単位の一の位については計算上の金額に対し二捨三入七捨八入の扱いとなる。

## 紙幣

### 第2次紙幣（現行紙幣）
| 画像 | 画像 | 額面    | 主な配色     | デザイン                                       | デザイン                      |
| 表   | 裏   | 額面    | 主な配色     | 表                                             | 裏                            |
| ---- | ---- | ------- | ------------ | ---------------------------------------------- | ----------------------------- |
|      |      | 5ラリ   | ブラウン     | イヴァネ・ジャヴァヒシヴィリ、トビリシ国立大学 | 絵画「赤シャツの脱穀と漁師」  |
|      |      | 10ラリ  | 青           | アカキ・ツェレテリ                             | 絵画「イメレティ-わたしの母」 |
|      |      | 20ラリ  | マゼンタ     | イリア・チャヴチャヴァゼ                       | ヴァフタング1世               |
|      |      | 50ラリ  | 緑           | タマル・バグラティオニ                         | 人馬宮                        |
|      |      | 100ラリ | バイオレット | ショタ・ルスタヴェリ                           | トビリシ国立歌劇場            |

## 符号位置
| 記号 | Unicode | JIS X 0213 | 文字参照         | 名称 |
| ---- | ------- | ---------- | ---------------- | ---- |
| ₾    | U+20BE  | -          | &#x20BE; &#8382; | ラリ |